# Корт, Бад
Бад Корт  (англ. Bud Cort; 29 марта 1948, Нью-Рошелл, Нью-Йорк, США) — американский актёр театра, кино и телевидения, наиболее известный по главным ролям в фильмах Хэла Эшби «Гарольд и Мод»  и Роберта Олтмена «Брюстер МакКлауд». Изредка выступает как режиссёр и сценарист.

## Биография
Родился 29 марта 1948 года в Нью-Рошелле в семье музыканта и ветерана Второй мировой войны Джозефа Паркера Кокса и Альмы Мэри (урождённой Корт), работавшей репортёром. Его ранние годы прошли в городке Рай, где родители владели магазином одежды.   У Корта четверо братьев и сестёр — три младшие сестры и один старший брат.
Большая часть юности будущего актёра прошла в уходе за семьёй. Его отец рано заболел рассеянным склерозом и умер в 1971 году.  С ранних лет Бад делал немалые успехи в литературе и живописи и был на отличном счету в своих учебных заведениях .
Путёвку в кино Баду Корту (имя ему пришлось сменить по той причине, что актёр Уолли Кокс уже существовал в природе и был очень популярен) дал Роберт Олтмен, заметивший молодого актёра в бродвейском ревю и снявший его в двух своих известных фильмах —  «Военно-полевой госпиталь» и «Брюстер МакКлауд».

## Избранная фильмография
- Вверх по лестнице, ведущей вниз (1967) —  студент (нет в титрах)
- Военно-полевой госпиталь (1970) —  рядовой Лоренцо Бун
- Земляничное заявление (1970) —  Эллиот, штурман
- Брюстер МакКлауд (1971) —  Брюстер МакКлауд
- Газ! Или как пришлось уничтожить мир, чтобы его спасти (1971) —  Хупер
- Гарольд и Мод (1971) —  Гарольд
- Коломбо (1973) —  Милт, полицейский фотограф
- Качая железо (1977) —  камео
- Сын Гитлера (1978) —  Уилли Гитлер
- Любовные письма (1983) —  Дэнни Де Фронсо
- Тайный дневник Зигмунда Фрейда (1984) —  Зигмунд Фрейд
- Возлюбленные Марии (1984) —  Харви
- Мотель Бейтса (1987) —  Алекс Уэст
- Бэтмен (1992) —   Джозайя Вормвуд (озвучка)
- Схватка  (1995) —  Соленко, менеджер ресторана (нет в титрах)
- Теодор Рекс  (1995) — Прядильщик
- Догма (1999) — Джон До Джерси (Бог)
- Отель «Миллион долларов» (2000) —  Шорти
- Поллок (2000) —  Говард Патцель
- Всё схвачено! (2001) —  Бернандо (нет в титрах)
- Водная жизнь Стива Зиссу (2004) —  Билл
- Лига справедливости (2006) —  Игрушечник (озвучка)
- Замедленное развитие (2006) — камео
- Роковое число 23 (2007) —  д-р Сириус Лири (нет в титрах)
- Мыслить как преступник (2010) —  Роджер Ройсвуд
- Орлиное сердце (2012) — Глико
- Маленький принц (2015) —  Король (англоязычный дубляж)[4]

## Награды и номинации
Laurel Awards
- 1971: Брюстер МакКлауд — лучшая молодая звезда (номинация)

Золотой глобус
- 1972: Гарольд и Мод — лучшая мужская роль (комедия или мюзикл) (номинация)

BAFTA
- 1973: Гарольд и Мод —  самый многообещающий дебютант, исполнивший главную роль (номинация)

Премия Общества кинокритиков Бостона
- 2004: Водная жизнь Стива Зиссу — лучший актёрский ансамбль (2-й приз)

Награды Ассоциации кинокритиков
- 2005: Водная жизнь Стива Зиссу — лучший актёрский ансамбль (номинация)